# Rubus indusiatus
Rubus indusiatus är en rosväxtart som beskrevs av Wilhelm Olbers Focke. Rubus indusiatus ingår i släktet rubusar, och familjen rosväxter. Inga underarter finns listade i Catalogue of Life.